# Hermès
Hermès International S.A. – luksusowy francuski dom mody, założony przez Thierry’ego Hermèsa w 1837 roku w Paryżu, we Francji. Siedziba przedsiębiorstwa mieści się przy ulicy Rue du Faubourg Saint-Honoré, zlokalizowanej w 8. dzielnicy.

## Historia
Początki przedsiębiorstwa sięgają roku 1837, kiedy Thierry Hermès otworzył w Paryżu swój pierwszy sklep z akcesoriami jeździeckimi. Podstawy tajników rzemiosła zdobył już jako dziecko, opiekując się końmi, a później mając dostęp do wersalskiej szkoły jeździeckiej, mógł nie tylko obserwować gonitwy i pogłębiać fachową wiedzę, ale też niezauważenie przeniknąć do hermetycznego świata francuskiej arystokracji. Dzięki wytężonej pracy i dbałości o szczegóły uzyskał uznanie w tym środowisku, a kilkanaście lat później zdobył pierwsze prestiżowe nagrody, które ugruntowały jego pozycję. Produkty rzemieślnicze Hermèsa wyróżniały się solidnością wykonania oraz innowacyjną myślą techniczną. Ogromną popularność przedsiębiorstwo Hermès zyskało wraz z otrzymaniem Medalu Pierwszej Klasy na Wystawie Światowej odbywającej się w 1867 roku. Wówczas właśnie klientami Thierry' ego stali się powszechnie znane osobistości jak np. rosyjski car Aleksander II, który nabywał u Hermèsa siodła.

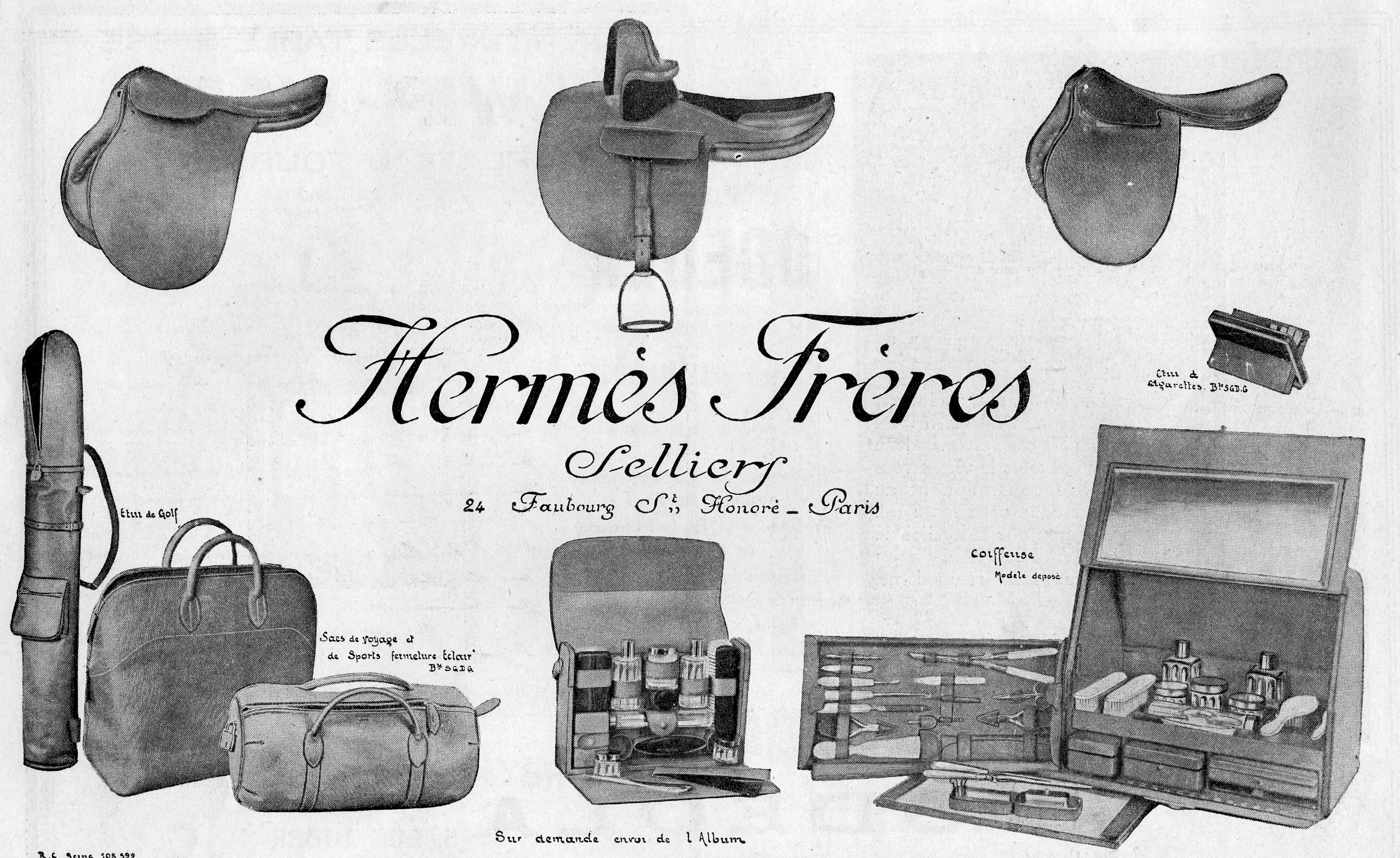
Reklama wyrobów kaletniczych Hermès (1923)

Po śmierci Thierry'ego Hermès'a w 1880 roku, na czele przedsiębiorstwa stanął jego jedyny syn, Charles-Emile. Przeniósł sklep na Rue du Faubourg Saint-Honoré, gdzie do dziś znajduje się najbardziej znany butik marki. Młody przedstawiciel rodu rozpoczął sprzedaż detaliczną, a z pomocą synów poszerzył ofertę, wprowadzając na rynek akcesoria rymarskie dla podróżnych. Razem pozyskali też zagraniczne rynki zbytu, a punktem przełomowym było pionierskie wykorzystanie zamka błyskawicznego przy produkcji skórzanych ubrań i akcesoriów.
Jeden z jego synów, Émile-Maurice, w latach 20. ubiegłego stulecia wprowadził pierwszą w historii marki kolekcję ubrań, a w 1935 roku w Hermèsie powstała słynna damska skórzana torebka, sac à dépêches, nazwana później „Kelly Bag” od nazwiska Grace Kelly, księżnej Monako. Dwa lata później światło dzienne ujrzał jedwabny szal, kolejny symbol marki Hermès. Jego drobiazgowe wykonanie i unikalna technika farbowania, polegająca na nakładaniu kolejnych warstw koloru dopiero po wyschnięciu poprzednich, sprawiały, że produkcja jednej sztuki mogła trwać nawet trzy lata. Wielkimi miłośniczkami tych szali były gwiazdy kina, m.in. Elizabeth Taylor, Audrey Hepburn i Sharon Stone.
Od lat 50., już pod kierownictwem Roberta Dumas-Hermèsa, przedsiębiorstwo poszerzało asortyment o kolejne produkty: biżuterię, zegarki i perfumy, tworząc razem z kolekcją prêt-à-porter pełną gamę produktów marki, która z sukcesem wkroczyła m.in. na rynek amerykański. Po chwilowym kryzysie lat 70., spowodowanym rosnącą konkurencją, Hermès odświeżył nieco przykurzony już wizerunek, wprowadzając innowacyjne produkty, jak spodnie ze skóry strusia czy kurtki z pytona.
W tym czasie na czele przedsiębiorstwa stanął kolejny już potomek Thierry’ego Hermèsa, Jean-Louis Dumas. Nie tylko podzielił je na sześć spółek holdingowych, ale utworzył także dwuwarstwową strukturę zarządzania: pierwsza była oparta na rodzinnej własności (ustalała budżet i miała prawo weta), z kolei druga, Hermès International S.A., nadzorowała, także z pomocą osób spoza rodziny, zarządzanie przedsiębiorstwem. Sprawny mechanizm pomógł ulokować na rynku publicznym część udziałów, nie pozbawiając przy tym potomków Thierry’ego kontroli nad przedsiębiorstwem.

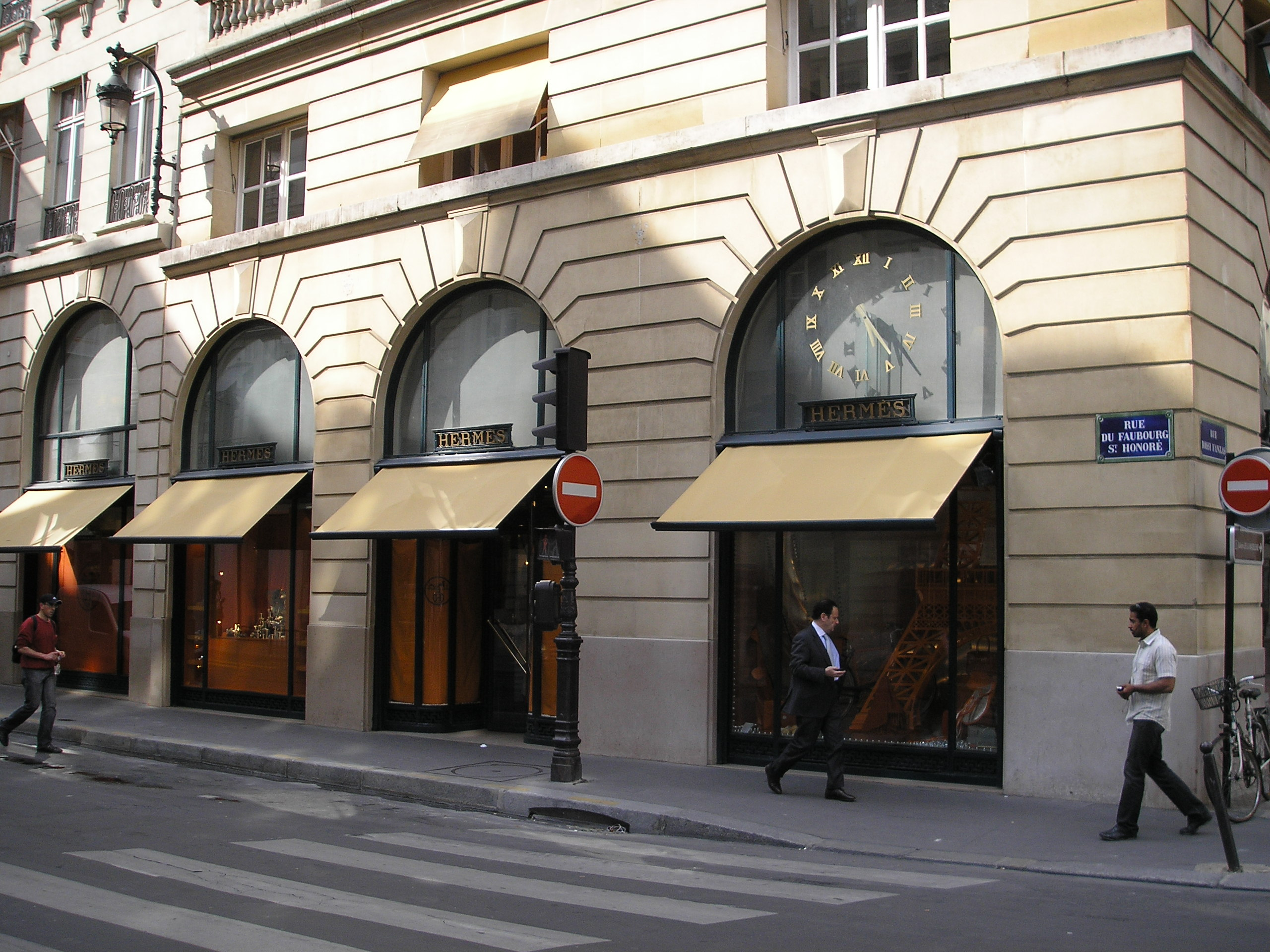
Sklep Hermès'a przy ulicy Rue du Faubourg Saint-Honoré w Paryżu

Lata 90. pokazały, że galop Hermèsa jest nie do zatrzymania, przedsiębiorstwo poszerzyło wtedy ofertę nawet o elementy zastawy stołowej. Jednak wciąż pozostawała wierna tradycji i pilnowała, aby 30% asortymentu stanowiły wyroby ze skóry. W efekcie Hermès stał się jednym z najszybciej rozwijających się przedsiębiorstw świata, a jego wartość rynkowa przekroczyła 300 mld USD.